# Ross MacLean
Ross MacLean (* 13. März 1997 in Bellshill) ist ein schottischer Fußballspieler, der beim FC Falkirk unter Vertrag steht.

## Karriere
Ross MacLean wurde im Jahr 1997 in Bellshill, drei Kilometer nördlich von Motherwell geboren. Nach seiner Zeit in der Jugend des FC Motherwell gab er am 10. Januar 2015 sein Profidebüt in der Scottish Premiership gegen den FC Dundee. Im Dezember 2016 erhielt er einen neuen Vertrag. Im August 2017 gelang ihm sein erstes Tor als Profi gegen Ross County im Scottish League Cup. Im Juni 2018 wurde MacLean für die Saison 2018/19 an Greenock Morton verliehen. Im Januar 2019 wurde die Leihe vorzeitig beendet und MacLean wechselte zum FC Falkirk.